# Zarià (Gai-Kodzor)
|  | Per a altres significats, vegeu «Zarià». |

Zarià - Заря (rus) - és un khútor del krai de Krasnodar, a Rússia. Es troba al vessant occidental del Caucas occidental, a la vora dreta del riu Anapka, a 12 km a l'est d'Anapa i a 119 km a l'oest de Krasnodar.
Pertany al poble de Gai-Kodzor.